# Emma Donoghue
Emma Donoghue (Dublino, 24 ottobre 1969) è una scrittrice, drammaturga e sceneggiatrice irlandese naturalizzata canadese.

## Carriera
Scrive il suo primo romanzo, Stir Fry, nel 1994. Segue l'anno dopo Hood, con in quale nel 1997 vince lo Stonewall Book Award per la migliore opera letteraria. Nel 2002 ottiene il premio come miglior romanzo per la letteratura lesbica al Ferro-Grumley Award con Slammerkin, scritto nel 2000.
Grazie al suo romanzo Stanza, letto, armadio, specchio (Room) è stata finalista al Booker Prize del 2010, e una delle dieci vincitrici del Premio Alex nel 2011. Dalla sua opera è stato tratto il film del 2015 Room, diretto dall'irlandese Lenny Abrahamson e sceneggiato dalla stessa Donoghue, la quale ha ricevuto la sua prima nomination agli Oscar come migliore sceneggiatura non originale, senza però vincere il premio.

## Opere
Romanzi
- Stir Fry (1994)

- Hood (1995)
- Slammerkin (2000)
- Life Mask (2004)
- Landing (2007)
- The Sealed Letter (2008)
- Stanza, letto, armadio, specchio (Room) (2010)
- Frog Music (2014)
- Il Prodigio (The Wonder) (2017)

Drammi
- I Know My Own Heart (1993) (pubbl. 2001)
- Ladies and Gentlemen (1996) (pubbl. 1998)
- Don't Die Wondering (2005)
- Kissing the Witch (2000)
- The Talk of the Town (2012)

Sceneggiature
- Pluck, regia di Neasa Hardiman (2001)
- Room, regia di Lenny Abrahamson (2015)
- Il prodigio (The Wonder), regia di Sebastián Lelio (2022)

## Riconoscimenti
- Premio Oscar
  - 2016 - Candidatura alla migliore sceneggiatura non originale per Room
- BAFTA
  - 2016 - Candidatura alla miglior sceneggiatura non originale per Room
  - 2023 - Candidatura al miglior film britannico per Il prodigio
- Golden Globe
  - 2016 - Candidatura alla migliore sceneggiatura per Room
- Critics' Choice Awards
  - 2016 - Candidatura alla migliore sceneggiatura non originale per Room
- Satellite Award
  - 2016 - Candidatura alla migliore sceneggiatura non originale per Room
- Independent Spirit Awards
  - 2016 - Miglior sceneggiatura d'esordio per Room[3]

- Stonewall Book Award
  - 1997 - Miglior opera letteraria per Hood
  - 2011 - Miglior opera saggisica per Inseparable: Desire between Women in Literature

- Ferro-Grumley Award
  - 2002 - Miglior romanzo per narrativa lesbica per Slammerkin

- Booker Prize
  - 2010 - Candidata al miglior romanzo per Stanza, letto, armadio, specchio

- Premio Alex
  - 2011 - Premio Alex per Stanza, letto, armadio, specchio

- Las Vegas Film Critics Society
  - 2015 - Candidatura alla migliore sceneggiatura per Room

- Chicago Film Critics Association
  - 2015 - Candidatura alla miglior sceneggiatura adattata per Room